# Pseudepione
Pseudepione is een geslacht van vlinders van de familie spanners (Geometridae), uit de onderfamilie Ennominae.

## Soorten
- P. magnaria Wileman, 1911
- P. shiraii Inoue, 1943